# Dos mexicanos en Sevilla
Dos mexicanos en Sevilla es una película mexicana de 1942. Está escrita, dirigida y protagonizada por Carlos Orellana. La película se realizó como parte de una serie de películas mexicanas ambientadas en la España de los años cuarenta, como El verdugo de Sevilla (1942).

## Reparto
- Sara García como Gracia.
- Antonio Bravo
- Florencio Castelló
- Niño de Caravaca (como Nino de Caravaca).
- Pepe Hurtado
- Francisco Jambrina
- José Mora (como Pepe Mora).
- Margarita Mora
- Amparo Morillo
- Andrés Novo
- Carlos Orellana
- Humberto Rodríguez
- Pilar Sen
- José Torvay
- Emilio Tuero
- Roberto Cañedo (no acreditado).